# Hermann Levi

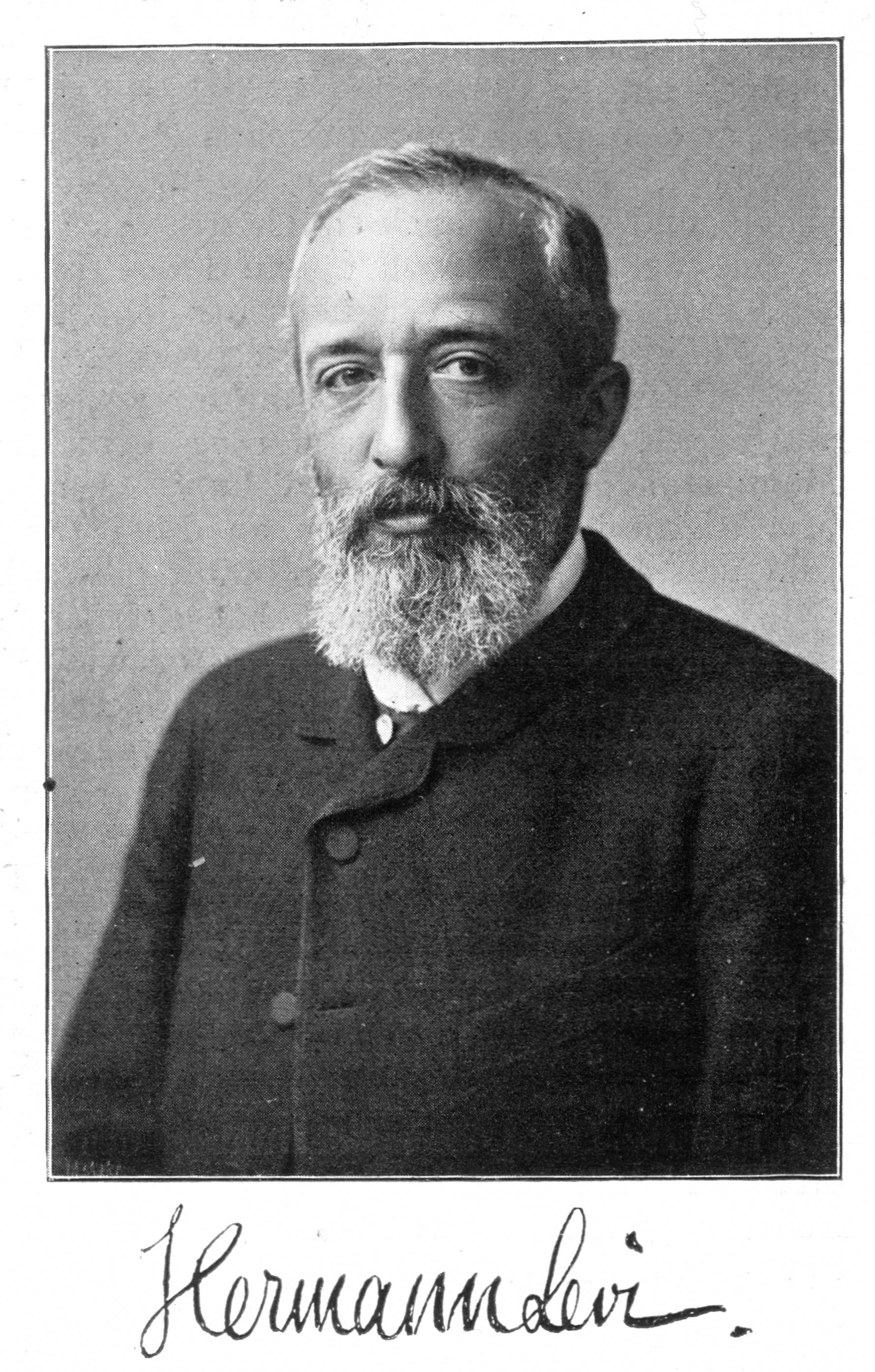
Hermann Levi.

Hermann Levi, född 7 november 1839 i Giessen, död 13 maj 1900 i München, var en tysk musiker. 
Levi var elev till Vinzenz Lachner i Mannheim samt av Moritz Hauptmann och Julius Rietz vid musikkonservatoriet i Leipzig. Han var hovkapellmästare i Karlsruhe 1864–72 och i München 1872–96, de sista åren med generalmusikdirektors titel. 
Levi  var en framstående operadirigent, högt skattad även av Richard Wagner, och ledde det första uppförandet av "Parsifal" i Bayreuth (1882). Han komponerade bland annat sånger och en pianokonsert samt reviderade texter till Wolfgang Amadeus Mozarts operor.